# Chée
Die Chée ist ein Fluss in Frankreich, der in der Region Grand Est verläuft. Sie entspringt in der Landschaft Barrois, bei Marat la Grande, im Gemeindegebiet von Les Hauts-de-Chée. Die Chée entwässert generell in südwestlicher Richtung und erreicht bei Alliancelles das Tal der Saulx, wo auch der Canal de la Marne au Rhin verläuft. Hier nähert sie sich bis auf wenige Meter dem parallel verlaufenden Fluss Ornain, schwenkt aber dann nochmals auf West und mündet nach insgesamt rund 69 Kilometern erst im Gemeindegebiet von Vitry-en-Perthois als rechter Nebenfluss in die Saulx. 
Auf ihrem Weg durchquert der Fluss die Départements Meuse und Marne.

## Orte am Fluss
- Les Hauts-de-Chée
- Laheycourt
- Nettancourt
- Alliancelles
- Heiltz-le-Maurupt
- Heiltz-l’Évêque
- Merlaut